# 迪尼尔森
迪尼尔森·多斯桑托斯·利马（Dinélson dos Santos Lima，1986年2月4日—），简称迪尼尔森（Dinélson），是巴西职业足球运动员，司职攻击中场，现效力于巴西足球乙级联赛球队塞阿拉。

## 俱乐部生涯
迪尼尔森在瓜拉尼开始职业足球生涯，之后先后效力于科林蒂安、米内罗竞技、圣卡埃塔诺、巴拉纳、科里蒂巴、巴拉纳、阿瓦伊等巴西俱乐部。2012年首次离开巴西，被阿瓦伊租借到K联赛球队大邱FC。
2013年2月28日，迪尼尔森从阿瓦伊加盟中国足球超级联赛球队天津泰达。 他在2013赛季的二次转会中和球队解约提前离队。
2013年8月，迪尼尔森回到巴西，加盟巴西足球乙级联赛球队塞阿拉。